# Plesiocoelus
Plesiocoelus (лат.) — род паразитических наездников из семейства браконид (Braconidae).

## Описание
Мелкие перепончатокрылые наездники, длина тела около 5 мм. От прочих отличаются следующими признаками: срединная область первого тергита не приподнята над боковыми частями и не гранулирована или не полосатая; полости задних тазиков открыты в метасомное отверстие или узко закрыты и расположены частично над вентральным краем метасомального отверстия; вентральный край метасомального отверстия без прямого поперечного киля; суббазальная ячейка заднего крыла 3-х сторонняя. Жилкование переднего крыла редуцированное. Члены рода широко распространены, но редки в неотропиках. Существует более десяти видов, включая неописанные. Голотип единственного описанного вида из Нового Света, P. bassiformis, происходит из Эквадора. ван Ахтерберг (1990a) также включил образцы из Колумбии и Гондураса под этим названием. Лонг и ван Ахтерберг (2016) описали новый вид из Вьетнама. В 2021 году сообщалось о первых находках хозяев из рода Brenthia spp. (Lepidoptera: Choreutidae). В 2015 году описали два новых вида под Plesiocoelus, однако оба они принадлежат к другим родам: Therophilus anomalus, новая комбинация для Plesiocoelus anomalus Bortoni & Penteado-Dias, 2015; Aerophilus areolatus — новая комбинация для Plesiocoelus areolatus Bortoni & Penteado-Dias, 2015. 

## Классификация
- ?Plesiocoelus anomalus — P. areolatus
- Plesiocoelus bassiformis van Achterberg, 1990[3]
- Plesiocoelus vanachterbergi Sharkey, 2021
- Plesiocoelus vietnamicus Long & van Achterberg, 2016[4]
- Другие виды